# La Fin royale
« La Fin royale », aussi appelé « Arii Matamoe »  est un tableau de Paul Gauguin appartenant initialement à la série de quarante autres tableaux de Tahiti exposés en 1893 à la galerie Durand-Ruel.
Il s'agit d'une peinture à l'huile sur grosse toile de 45 × 75 cm montrant la scène macabre d'une tête de chef canaque coupée et déposée sur un coussin blanc lui-même posé sur une table dans un palais et gardée par des femmes.
Le titre tahitien Arii Matamoe signifie textuellement chef (arii) et dormir (matamoe). Il fait référence à la mort du roi Pomare V en 1891 et à une coutume locale déjà en voie de disparition à l'arrivée du peintre. Dans une lettre de juin 1892 à Daniel de Monfreid il écrit : « Je viens de terminer une tête de canaque coupée, bien arrangée sur un coussin blanc dans un palais de mon invention et gardée par des femmes de mon invention aussi. Je crois que c'est un joli morceau de peinture. »
Le tableau fut initialement vendu pour 400 francs à Drouot en 1895 au peintre Henri Lerolle. En 1940, le tableau part pour la Suisse dans les bagages de la famille de Georges Leven qui fuyait les persécutions anti-juives. En mars 2008, il est vendu en privé, après plus de huit années de négociations, par un particulier suisse au Getty Museum de Los Angeles pour un montant inconnu mais qui devrait se situer autour de 30 M$, via le marchand parisien Daniel Malingue.

## Sources
- Le Figaro du 26 mars 2008, cahier "Le Figaro et vous".